# Fidelis Ndyabagye
Fidelis Ndyabagye (* 24. Februar 1950) ist ein ehemaliger ugandischer Weitspringer und Sprinter.
Bei den British Commonwealth Games 1974 in Christchurch wurde er Siebter im Weitsprung und schied über 100 m im Vorlauf aus.
Im Weitsprung gewann er bei den Afrikaspielen 1978 in Algier Silber mit dem aktuellen Landesrekord von 7,75 m. Bei den Olympischen Spielen 1980 in Moskau gelang ihm in der Qualifikation kein gültiger Versuch.